# Grigori Petrovski
Pour les articles homonymes, voir Petrovski.

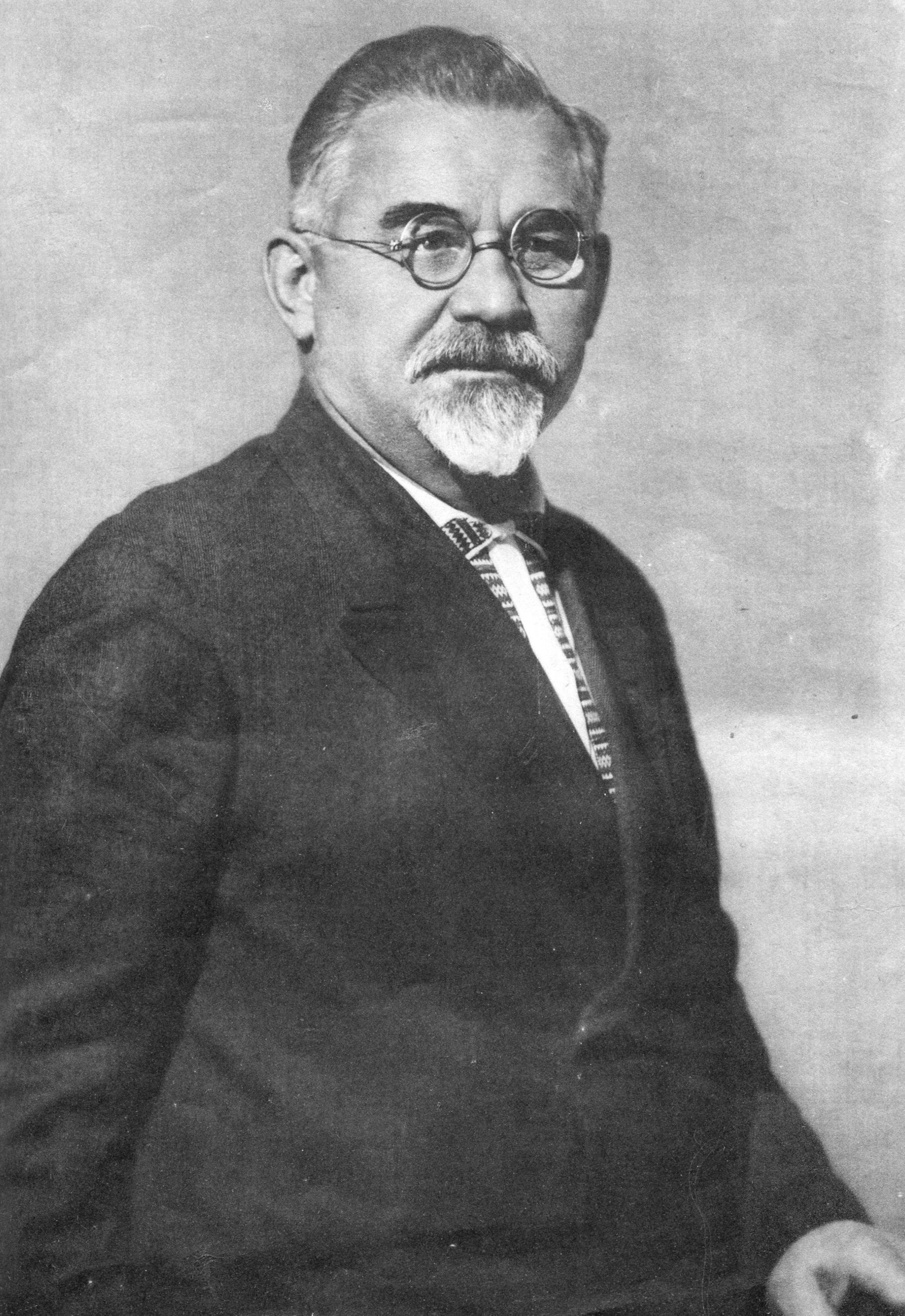
Grigori Petrovski en 1937.

Grigori Ivanovitch Petrovski (en russe : Григо́рий Ива́нович Петро́вский ; en ukrainien : Григорій Іванович Петровський Hryhoriï Ivanovytch Petrovsky) est un révolutionnaire ukrainien de l’Empire russe et un homme politique soviétique, né le 23 janvier 1878 (4 février dans le calendrier grégorien) à Petchenihy et mort le 9 janvier 1958 à Moscou. Il est président du Comité exécutif central de la république socialiste soviétique d'Ukraine de 1919 à 1938, notamment pendant la période du Holodomor.

## Biographie
Grigori Petrovski naît dans un village près de Kharkov dans une famille d'artisans. Au début de son adolescence, il est éduqué au sein d'un séminaire à Kharkov, puis très jeune entre en apprentissage. À 15 ans, il est ouvrier en usine à Iekaterinoslav (aujourd'hui Dnipro). Il rejoint le mouvement révolutionnaire en 1895. Il participe à l'agitation politique qui secoue le bassin du Donets jusqu'à Kharkov ; il est arrêté deux fois, en 1900 puis en 1903.
Pendant la révolution russe de 1905, Petrovski est l'un des organisateurs et meneurs du conseil (soviet) des travailleurs de Iekaterinoslav et du comité de grève local. Après l'échec du mouvement révolutionnaire, il émigre en Allemagne à la fin de 1905. En 1907, il revient en Ukraine, et travaille à Marioupol comme ouvrier qualifié, tout en continuant ses activités révolutionnaires. En 1912, il est élu député (bolchevik) à la 4e Douma impériale pour la circonscription de Iekaterinoslav. C'est à cette époque qu'il devient rédacteur pour la Pravda. En janvier 1913, il est élu membre du Comité central du parti bolchevik de Russie.
Il est arrêté dès le début de la Première Guerre mondiale, en novembre 1914, en compagnie de six autres membres bolcheviks de la Douma, notamment Staline, Sverdlov et Lev Kamenev. Il est condamné en février 1915 à l'exil intérieur dans le kraï de Touroukhansk, dans la région de Krasnoïarsk, en Sibérie.
Après la prise du pouvoir par les bolcheviks à la suite de la révolution russe, il rentre d'exil puis est nommé commissaire du peuple aux Affaires intérieures (équivalent de ministre de l’Intérieur de la Russie. Il occupe ce poste du 30 novembre 1917 au 1er mars 1919.
En tant que ministre de l'Intérieur, il supervise les activités de la police politique, la redoutable Tchéka. Il est notamment un ardent promoteur de la terreur rouge. Il écrit ainsi, dans l'une de ses directives : 

« Un grand nombre d'otages doit être prélevé au sein de la bourgeoisie ; en cas de résistance ces otages doivent être exécutés en masse [...]. Aucune hésitation dans l'application de la terreur. »

— Jacques Baynac, La Terreur sous Lénine (1917-1924), 1975.
En tant que membre du gouvernement, il fait partie de la délégation russe chargée de négocier et de signer le traité de Brest-Litovsk avec l’Empire allemand fin 1917. En mars 1919, il devient président du Comité exécutif central de la république socialiste soviétique d'Ukraine, fonction qu'il va conserver jusqu'en 1938.
Le 30 décembre 1922, il devient le représentant de la RSS d'Ukraine au sein du Comité exécutif central de l'URSS qui vient d'être créée. En tant qu'Ukrainien, il se considérait comme internationaliste et rejetait le nationalisme ukrainien. 
À l'issue du XIVe Congrès du Parti communiste d'URSS en décembre 1925, il est élu membre suppléant du Politburo. En tant que représentant de l'Ukraine, il est membre du præsidium du Soviet suprême de l'URSS, dont il est élu vice-président en janvier 1938. 
Il échappe à un jugement lors des procès de Moscou de 1936 et n'est pas victime des Grandes Purges de 1937-1938, mais est néanmoins exclu du Parti communiste et privé de certains avantages matériels. En 1940, il est nommé directeur du musée de la Révolution à Moscou. Pendant la Seconde Guerre mondiale, après la mort de son fils Leonid, il demande à Staline de libérer son autre fils Peter qui est incarcéré, mais sans succès.
Mort en 1958, Petrovski est inhumé à Moscou, dans la nécropole du mur du Kremlin.

## Hommages et critiques
On estime que Petrovski, Vsevolod Balitski, Lazare Kaganovitch et Nikita Khrouchtchev furent les principaux exécuteurs de la terreur stalinienne en Ukraine dans les années 1920 et 1930. Petrovski affirma notamment, à propos du Holodomor, que « [n]ous savons que des millions de gens meurent. C’est regrettable, mais l’avenir glorieux de l’Union soviétique le justifiera. ».
En 1926, de son vivant, la ville d'Iekaterinoslav est rebaptisée « Dnipropetrovsk », Dnipro en raison du fleuve Dniepr qui traverse la ville, Petrovsk en son honneur. La ville est nommée simplement Dnipro en 2016, par application de la loi de décommunisation de 2015.
Une statue de Petrovski à Kiev est détruite en novembre 2009, à l'occasion des commémorations des victimes du Holodomor. Le 29 janvier 2016, une autre est déboulonnée à Dnipropetrovsk, peu de temps avant que la ville ne soit rebaptisée Dnipro.

## Distinctions
- Ordre de Lénine
- Ordre du Drapeau rouge